# 圣雅各伯广场 (赫雷斯-德拉弗龙特拉)

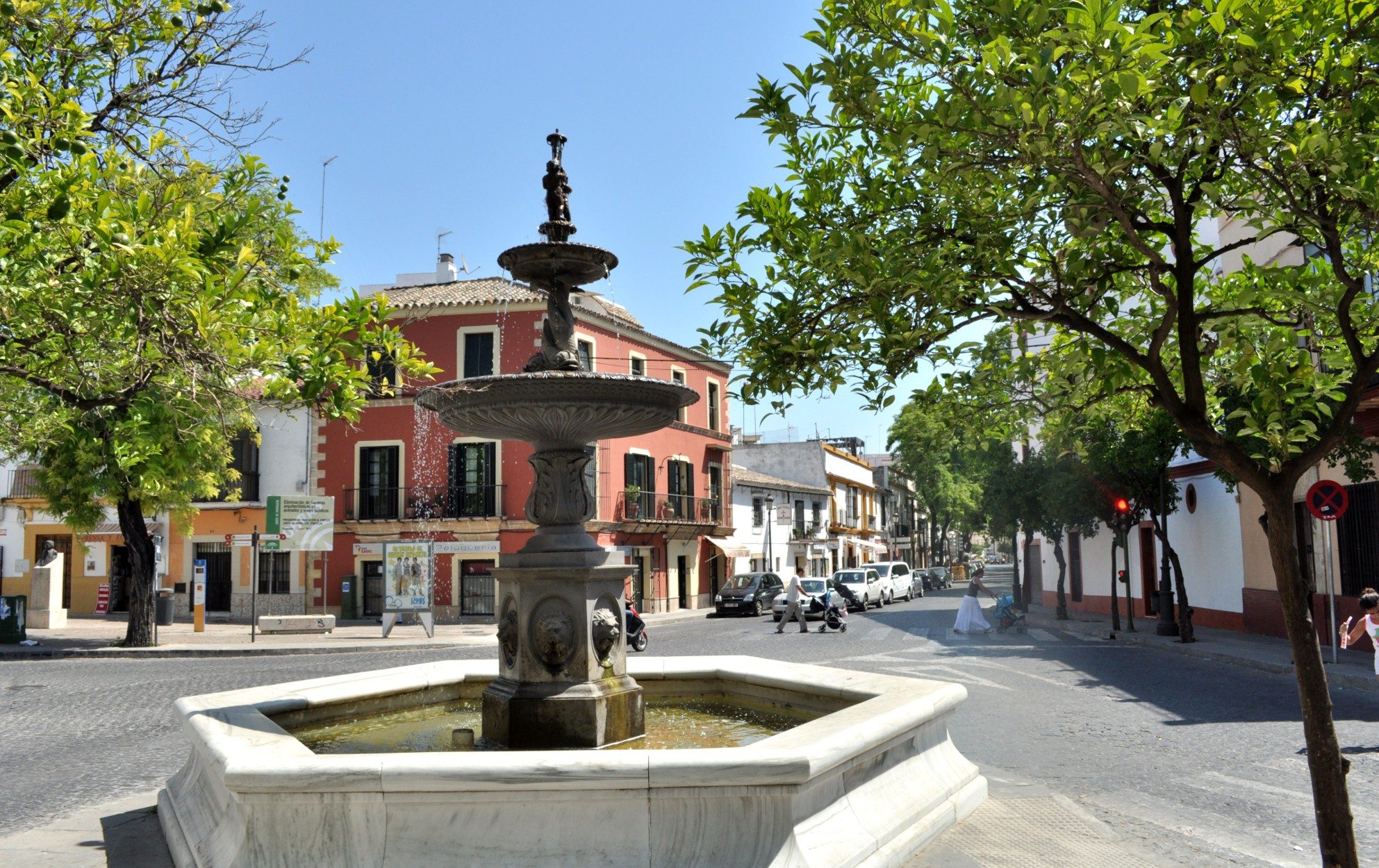

圣雅各伯广场（西班牙語：Plaza de Santiago）是西班牙安达卢西亚自治区赫雷斯-德拉弗龙特拉的一个广场。
圣雅各伯广场毗邻16世纪的圣雅各伯堂。圣雅各伯社区则是非吉普赛人与吉普赛人的熔炉。

## 历史
广场起源于13世纪，当时阿方索十世下令在圣雅各伯门（Puerta de Santiago）旁边建造一座小堂，供奉卡斯蒂利亚的主保圣人圣雅各伯。

## 事件
圣雅各伯广场发生过两件大事：
- 天主教双王访问。1477年秋天，天主教双王通过圣雅各伯门进入了这座城市。
- 昆塔起义（Motín de las Quintas），起义发生在1869年，由于公民不满服兵役，在美洲和菲律宾进行了七年的殖民战争。广场上设置了路障。暴动被镇压，流血致死50多人。